# Astronom

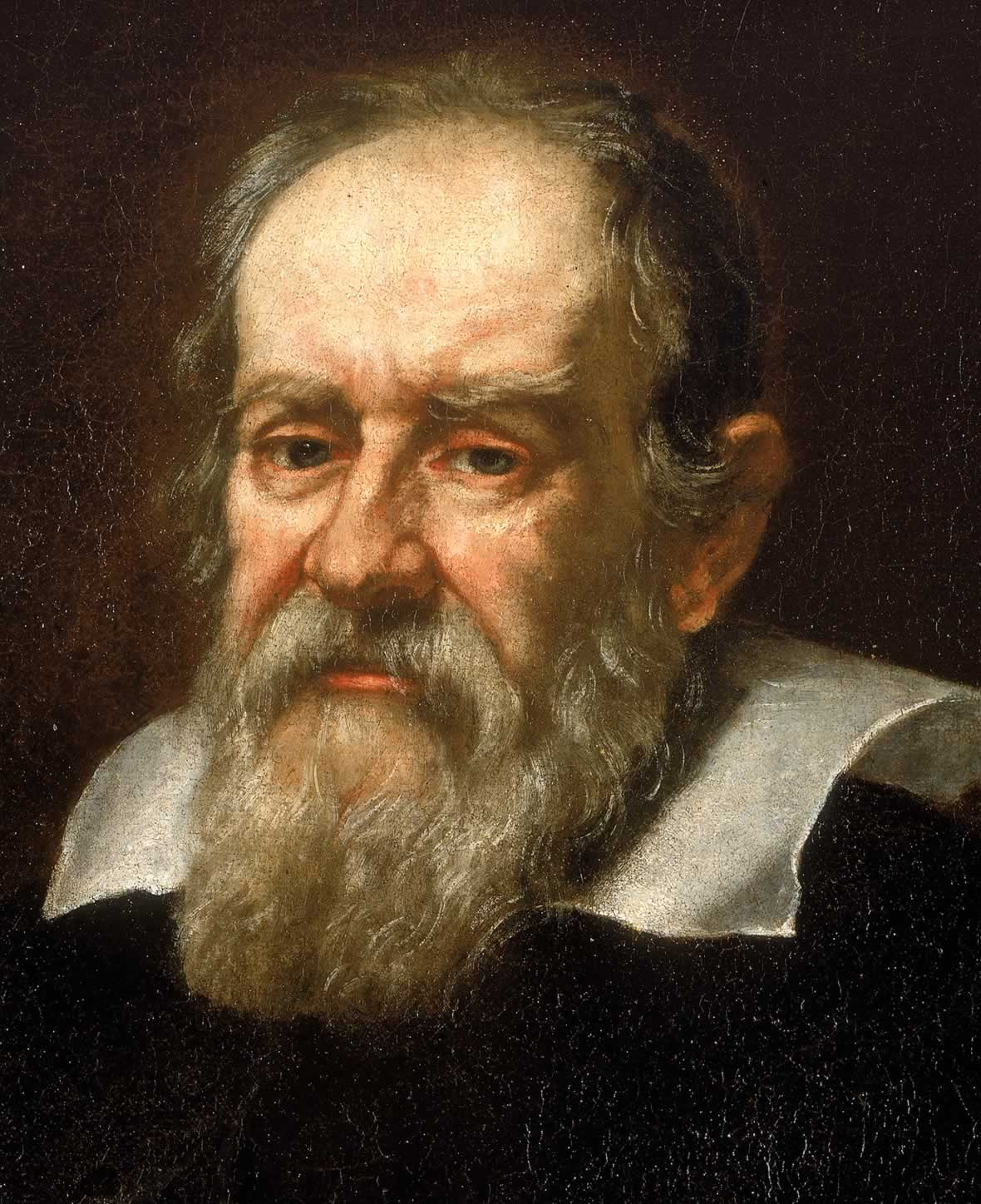
Galileo Galilei.

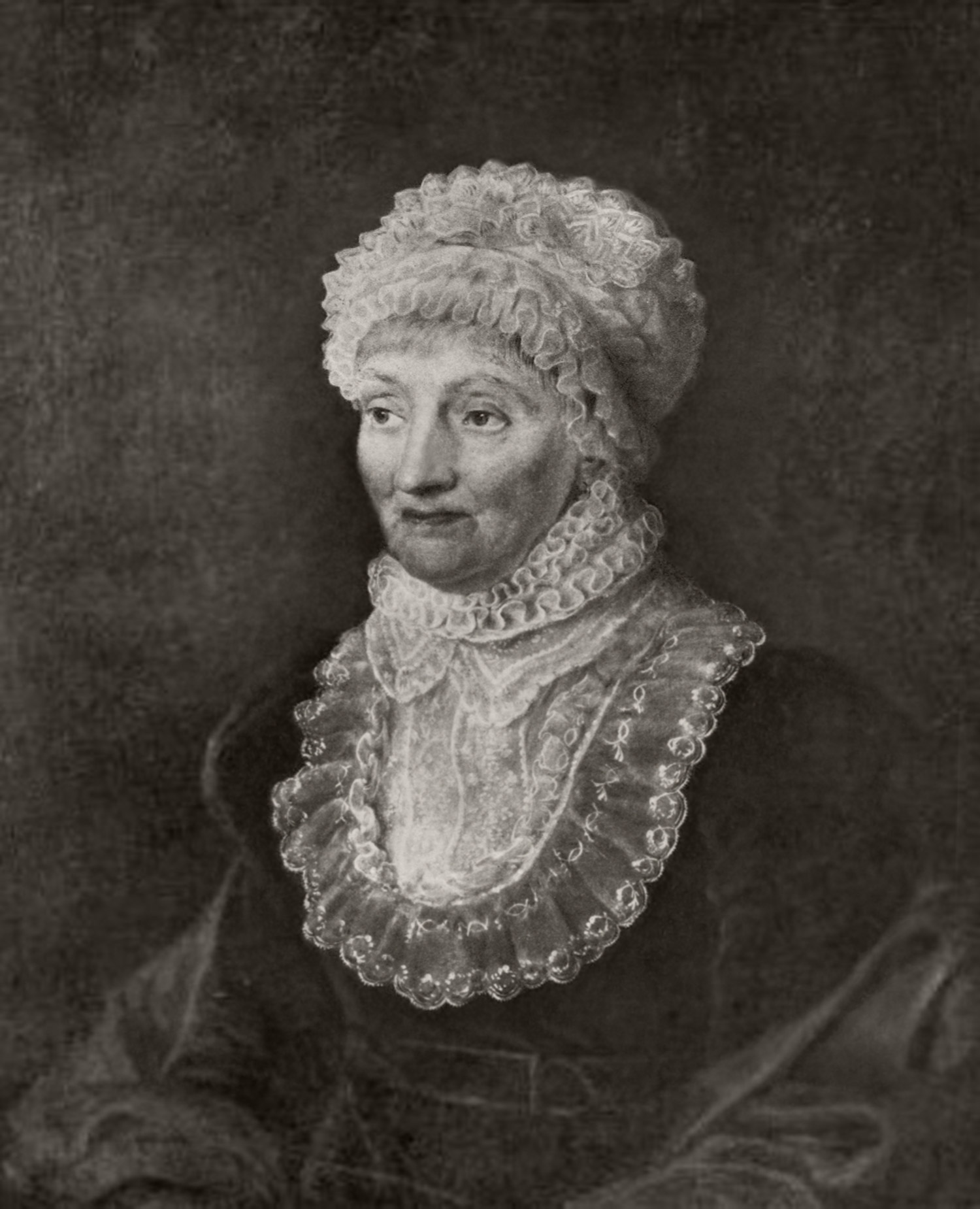
Caroline Herschel.

En astronom är en forskare i astronomi, studiet av himlakroppar i rymden.
Astronom är ingen skyddad titel, utan kan användas även av amatörastronomer utan formell högskoleutbildning eller anställning. Yrkesverksamma astronomer är i allmänhet anställda vid universitet eller statliga forskningstinstitut.
En astronom har i allmänhet en magisterexamen eller motsvarande som omfattar matematik och fysik, och genomfört en doktorandutbildning vid en akademisk institution för astronomi. Antalet verksamma personer, med doktorsexamen eller motsvarande, inom svensk astronomi uppgår till cirka 60. Antalet forskarstuderande är ungefär lika stort. Endast en del som utexamineras med doktorsexamen i astronomi kan beredas plats vid universiteten – övriga har anställningar inom industri och ämbetsverk, inom dataföretag och inom skolan.

## Historik
Under antiken och medeltiden utövade astronomerna även astrologi, det vill säga vidskepelsen att beskriva tillvaron på jorden utifrån himlakropparnas rörelser. Runt år 1600 bröts dock definitivt kopplingen mellan astronomi och astrologi.

## Etymologi
Ordet astronom kommer från latinets och grekiska ἀστρονόμος, ett adjektiv som betyder "som ordnar stjärnorna i stjärnbilder" eller "stjärnkunnig".